# Маґнуссоніт
Маґнуссоні́т — мінерал, арсеніт манґану, магнію та міді.

## Загальний опис
Хімічна формула: 1. За Є.Лазаренком: (Mn, Mg, Cu)5[(OH, Cl) (AsO3)3]. 2. За К.Фреєм: Mn5(AsO3)3 (OH, Cl).
Склад у % (з родовища Лангбан, Швеція): MnO — 47,24; MgO — 1,47; CuO — 2,07; As2O3 — 43,49; H2O — 1,16; Cl — 0,84; нерозч. залишок (3,68).
Сингонія кубічна.
Утворює зернисті виділення.
Густина 4,30.
Твердість 3,5-4,0.
Колір зелений.
Риса біла.
Блиск скляний.
Рідкісний.
За прізвищем шведського геолога Н. Г. Маґнуссона (N.H.Magnusson), O.Gabrielson, 1956.